# دبابة التوسن
توسان (تعني الحصان البري بالفارسية)  هو اسم دبابة إيرانية خفيفة أو مركبة استطلاع مصفحة على أساس مركبة قتالية استطلاع بريطانية من طراز FV101 Scorpion . ووصف الجيش الإيراني الدبابة بأنها آلية رد فعل سريع مصممة للقيام بمهام استراتيجية.  بدأ إنتاج هذا الخزان منذ عام 1997.  في الإنتاج الأولي ، وصل عدد قليل من هذه الدبابات إلى مرحلة الإنتاج ، ووفقًا لتقرير رئيس التنظيم الجهادي المكتفي ذاتيًا في الحرس الثوري الإسلامي (العقيد ناصر عرب بيغي) ، في التاسع من الشهر الجاري. في خرداد 1387 ، بدأ الإنتاج الضخم لهذه الدبابة من قبل فيلق الحرس الثوري الإسلامي .  تقلل مؤسسة زيورخ للدراسات الدولية من عدد دبابات توكسون في إيران.

## المواصفات الفنية
يعتمد تصميم توسن على دبابة FV101 Scorpion البريطانية .  تشمل أسلحة الدبابة: مدفع عيار 90 ملم ، وقاذفات صواريخ من طراز Hurricane ، ومدفع ثقيل 12.7 ملم متحد المحور مع المدفع الرئيسي ، وأنظمة إطلاق وتوجيه محسّنة.   يمكن لهذا الخزان السفر لمسافات طويلة دون الحاجة إلى النقل بالشاحنات.  أفادت مصادر إيرانية أن درع توكسون الأمامي مقاوم للرصاص حتى عيار 12.7 ملم ومجهز بمحرك ديزل .  وفقًا لوكالات الأنباء الإيرانية ، تم تجهيز هذه الدبابة أيضًا بـ 8 أنظمة إطلاق قنابل دخان . تم تجهيز هذه الخزان بنظام إدارة المعركة وجهاز اتصال رقمي من نوع نظام محطة المعلومات. تبلغ سرعة هذا الخزان 95 كم في الساعة على الطريق و 65 كم في الطرق الوعرة. رد الفعل السريع لهذا الخزان يعني أن هذا الخزان لديه القدرة على الرد في أقصر وقت وبأعلى سرعة ، وهو مصمم للمهام الإستراتيجية.